# Granja Viana
Granja Viana (por vezes grafado como Vianna) é um bairro nobre localizado na Zona Oeste da Grande São Paulo. Possui diversos micro-bairros e condomínios residenciais fechados. O bairro abarca pedaços de diversos municípios, principalmente Cotia, cidade onde ocupa uma área de aproximadamente 50 km² com uma população de 35 mil habitantes, e também áreas nobres de Carapicuíba, Embu das Artes, Osasco e Jandira. Sua produção é correspondente a 70% do parque industrial do município de Cotia – e inclui marcas e empresas de grande porte nos ramos de autopeças, alimentação, metalurgia, gráfica, estamparia, informática, serigrafia, químicos, serviços, olaria, horticultura, madeiras, plásticos e outros.

## História e geografia
As terras que hoje são consideradas como "Granja Viana" eram pertencentes à Fazenda Carapocuyba que compreendia também áreas de Osasco e Embu das Artes. A fazenda foi posteriormente desmembrada e dividida entre dezenas de proprietários, incluindo Niso Vianna (que manteve o nome da fazenda em sua propriedade); José Giorgi, dono da Fazenda Cabanas (ou Moinho Velho); e a família Junqueira de Aquino, dona da Fazendinha.
O núcleo principal da fazenda veio a ser chamado de Granja Vianna. Seu dono, Niso Vianna, era rotariano e industrial do ramo de fertilizantes. Fundou a Escola Lar Rotary (que em 1982 passou a ser o Colégio Rio Branco) e ajudou na construção da Igreja Santo Antônio (à qual sua esposa, Vanetty Vianna era devota). O nome "Granja" veio após Niso adquirir mais terras, importar gado do exterior e passar a dedicar-se à produção de leite e queijo. Em 26 de julho de 1959, foi fundada a Sociedade Amigos da Vila de Santo Antônio de Carapicuíba, substituída, em 1980, pela Sociedade Amigos do Bairro da Granja Vianna.
O geógrafo Aziz Ab'Saber, morador do bairro, criticou em 1991 o desenvolvimento do local:
| “ | "'[...] o modo simples que os povos antigos do Peabiru tinham de conviver com a Natureza e como os conquistadores portugueses souberam captar, além da conquista sanguinária..., essa singeleza no trato com a floresta, a água e os animais, de sorte que em nossa região, tanto na Caucaia como na Granja Vianna, ainda hoje verificamos esse trato na abertura de espaços para moradia feita por populares, e o mal [sic] trato da corrupção pública e privada que rasga e destrói a malha geológica para abairrar, para adensar gente e empreendimentos em territórios que não aguentam por falta de estrutura natural. [...] Olha, aqui, na Granja Vianna, os políticos de Cotia permitiram tal adensamento que o abairramento asfixiou socialmente a região, e nem sei se uma separação administrativa poderá, agora..., resolver o caos urbanos instalado! | ” |

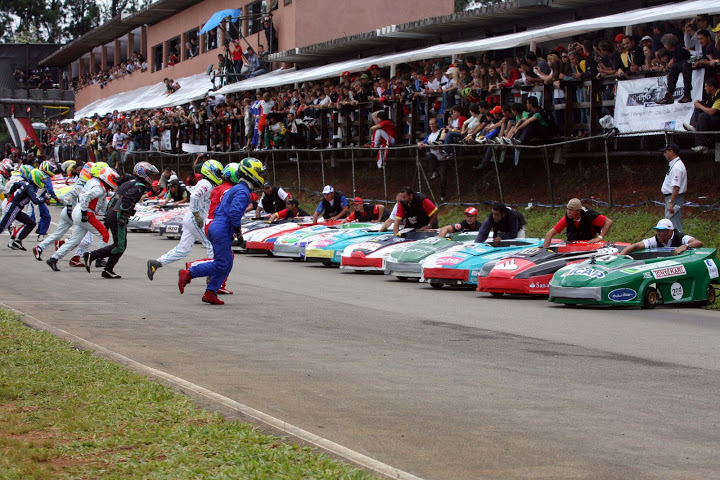
Kartódromo Internacional da Granja Viana

Na segunda metade do século XX, a Granja virou um dormitório para famílias paulistanas de alta renda, passando a ter uma série de empreendimentos de alto padrão. Já no século XXI, passou a atrair empresas e mais moradores, tornando-se um distrito de alta densidade, incompatível com sua infraestrutura.
Hoje a Granja Viana conta com opções de cultura e lazer, como o Kartódromo Internacional Granja Viana, o Parque Cemucam (pertencente à cidade de São Paulo) e o Templo budista Zu Lai. O bairro é classificado pelo CRECI como "Zona de Valor B", assim como outras áreas nobres da capital como Jardim Paulistano, Vila Olímpia e Pinheiros.

## Moradores notórios
- Felipe Titto, ator, empresário[15]
- Projota, cantor[16]
- Emílio Surita, apresentador do Pânico na Band[17]
- Marcelo "Bolinha", diretor de externas do programa Pânico na Band[18]
- Fernando Meirelles, diretor de cinema e sócio proprietário da O2 Filmes, cujos estúdios se localizam na Granja Viana[19]
- Rita Lee, cantora e compositora[20]
- Jair Rodrigues, cantor[21]
- Jair Oliveira, cantor[21]
- Luciana Mello, cantora[21]
- Aziz Ab'Saber, geógrafo[22]
- Rolando Boldrin, cantor e apresentador de televisão[23]
- Clodovil Hernandes, estilista, apresentador de televisão[24]